# Emiliano Flores
Emiliano Flores (Città del Messico, 28 giugno 1997) è un attore messicano, protagonista della serie televisiva messico-venezuelana La CQ - Una scuola fuori dalla media.

## Filmografia

### Televisione
- La CQ - Una scuola fuori dalla media (La CQ) - serie TV (2012-2013)
- Como dice el dicho - serie TV,  1 episodio (2013)